# オルガス伯の埋葬
『オルガス伯の埋葬』（オルガスはくのまいそう、西: El entierro del Conde de Orgaz, 英: The Burial of the Count of Orgaz）は、スペインルネサンス期のギリシャ人画家のエル・グレコが1586年から1588年にかけて描いた絵画。トレドのサント・トメ教会の所蔵で、グレコの最高傑作と言われている。非常に大きな作品で、画面上は天界と現世に明確に上下分割されている。

## 題材
この絵画は、その死後に伯爵位を綬爵されたトレド出身のオルガス首長ドン・ゴンサロ・ルイスが1312年に死去したときの伝説を題材としている。オルガス伯ルイスは信心深い篤志家で、正義感に満ちた騎士であり、グレコの教会区教会でもあったサント・トメ教会の拡張、内装のために多額の遺産を残した。伝説によればルイスが埋葬されるときに聖ステファノと聖アウグスティヌスが天国から眩く降臨し、葬送に参列していた人々の目の前で、手ずからルイスを埋葬したといわれている。

## 歴史

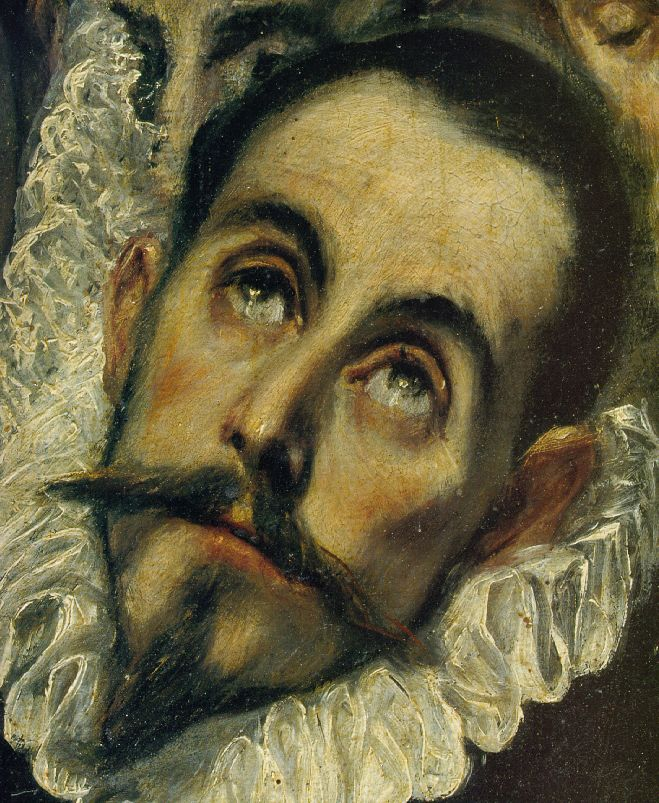
肖像の部分拡大図

この絵画はサント・トメ教会の聖母マリア礼拝堂のために、教会司祭であったアンドレス・ヌニェスの依頼により1586年から1588年にかけて描かれた。完成した1588年には早くも評判となり、多くの人々がこの絵画のためにオルガスを訪れるようになる。しかしながら当時の評判の高さは、トレドの著名な人物たちがこの絵に生き生きと描写されていたことによるものだった。また、その土地の有力者で上流階級の人々にとって、同じような階級の者が葬られている墓所を訪れることは当然のことで、慣習ともいえることでもあった。
グレコは自分と自分の芸術を高く評価した聖職者、法学者、詩人、学者たちをこの作品に描き、不朽の存在にすることによって心からの敬意を表したと考えられている。ルイスの墓所の改装計画も進めたヌニェスも、この絵の右端の祈祷文を読んでいる人物として描かれている。この作品はその芸術性だけではなく、当時のトレドで最も社会的に著名だった人々の肖像を現在に伝えているという点においても高く賞賛されてきた。グレコがまれに見る非常に優れた肖像画家であるという評価をもたらしている絵画でもある。

## 分析
『オルガス伯の埋葬』の構図は明白に2分割することができる。天界を表す画面上部は渦を巻いた氷のような雲で抽象的に表現され、天界の聖人たちが大きく幻想的に描かれているのに対し、現世を表す画面下部に描かれている人々はすべて通常の大きさで写実的に描かれている。
これら分割された天界と現世とが、参列している人々、人々の動作や仕草、たいまつ、十字架などの表現効果により混然となって、一つの画面を構成しているのである。

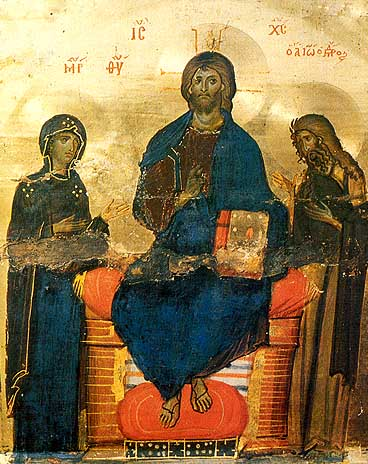
12世紀のイコン　イエス、マリア、ヨハネの三角形の構図

現世にあたる画面下部には聖人による奇跡が顕現した場面が描かれ、天界にあたる画面上部には正義の人ルイスの魂を天国へ迎えるために雲が二つに分かれたところが描かれている。画面の最上部中央のイエス・キリストは光り輝く白い衣を身にまとい、左下の聖母マリアと右下のバプテスマのヨハネとで形作られた三角形の頂点として描写されている。この、イエスを中心にマリア、ヨハネで表す三角形の構図は、正教会におけるビザンティン様式のイコンによく見られる伝統的な構図でもある（en:Deesis）。天界の栄光の象徴たるこの三人は、使徒、殉教者、聖書における王（この中には当時まだ存命だったスペイン王フェリペ2世の姿もある）や聖人たちに囲まれて画面中央に描かれている。

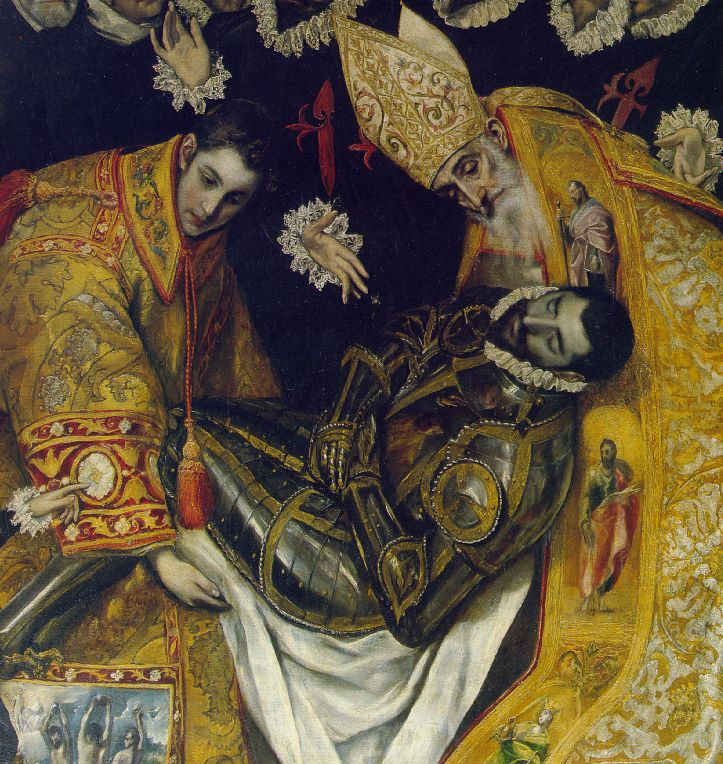
部分拡大図　聖ステファノ（左）と聖アウグスティヌス（右）に埋葬されるオルガス伯ルイス

画面下部中央の、黄金と真紅の長衣を身につけた聖アウグスティヌスと聖ステファノは、周囲の黄色や赤色を反射してきらめく壮麗な甲冑に包まれた伯爵の亡骸を丁重に抱きかかえるように描かれている。二人の聖人を指差す画面左下の少年はグレコの息子のホルヘ・マヌエルといわれ、ポケットに見えるハンカチーフにはグレコの本名である「ドメニコス・テオトコプーロス」の署名（「エル・グレコ」はギリシャ人を表す通称で、グレコは作品に本名で署名している）と、ホルヘ・マヌエルの生年である1578年という文字を見ることができる。葬礼に参列している16世紀当時の服装を身に着けた人々は、間違いなく当時のトレドで著名だった人々である。そのほかにも、天界には聖ペテロ、聖トマス、モーゼなどが描かれているとされ、現世に聖ステファノの顔の上に描かれている正面を見ている人物は画家のグレコ自身であるともいわれている。
この作品は驚くほど豊富な色が使用されており、印象的で光に溢れた色彩が見事に調和している。参列者が着用している黒の喪服には金色の飾りが施され、そのことによってこの参列者たちが極度なまでに儀礼的な存在として表現されている。画面上部の天界は主に変光色と象牙色がかった灰色の透明感ある色彩が使われ、金色に近い黄土色との調和を見せており、その一方で聖母マリアが身につけている深い青色が鮮やかな赤色と一体となって浮かび上がっている。このきらめく光と動きの表現手法が、この情景を躍動感溢れるものに仕上げている。

## 評価
『オルガス伯の埋葬』はグレコが独自の作風で描いた最初の作品と見なされている。この作品にはそれまでの彼の絵画に見られたローマ風、ヴェネツィア風の様式、モチーフの影響は見られず、グレコは自身の作品から他者の影響を払拭することに成功したといわれている。ここに地面はなく、地平線も空も背景もない。ゆえにこの絵に不調和は存在せず、超自然的な情景を見事なまでに表現することができたのである。グレコの研究で知られる美術史家のハロルド・ウェゼイ（en:Harold Wethey）は画面上部の超自然的な天界の描写と、画面下部の印象的な群像肖像の対比がこの驚くべき天才画家の芸術の一面を表していると述べている。さらにウェゼイは「エル・グレコの表現手法の特徴がこれ以上明確に表現されている作品は他にはない。この絵画の前に立ったときにはっきりとそのことが理解できる」とも主張している。

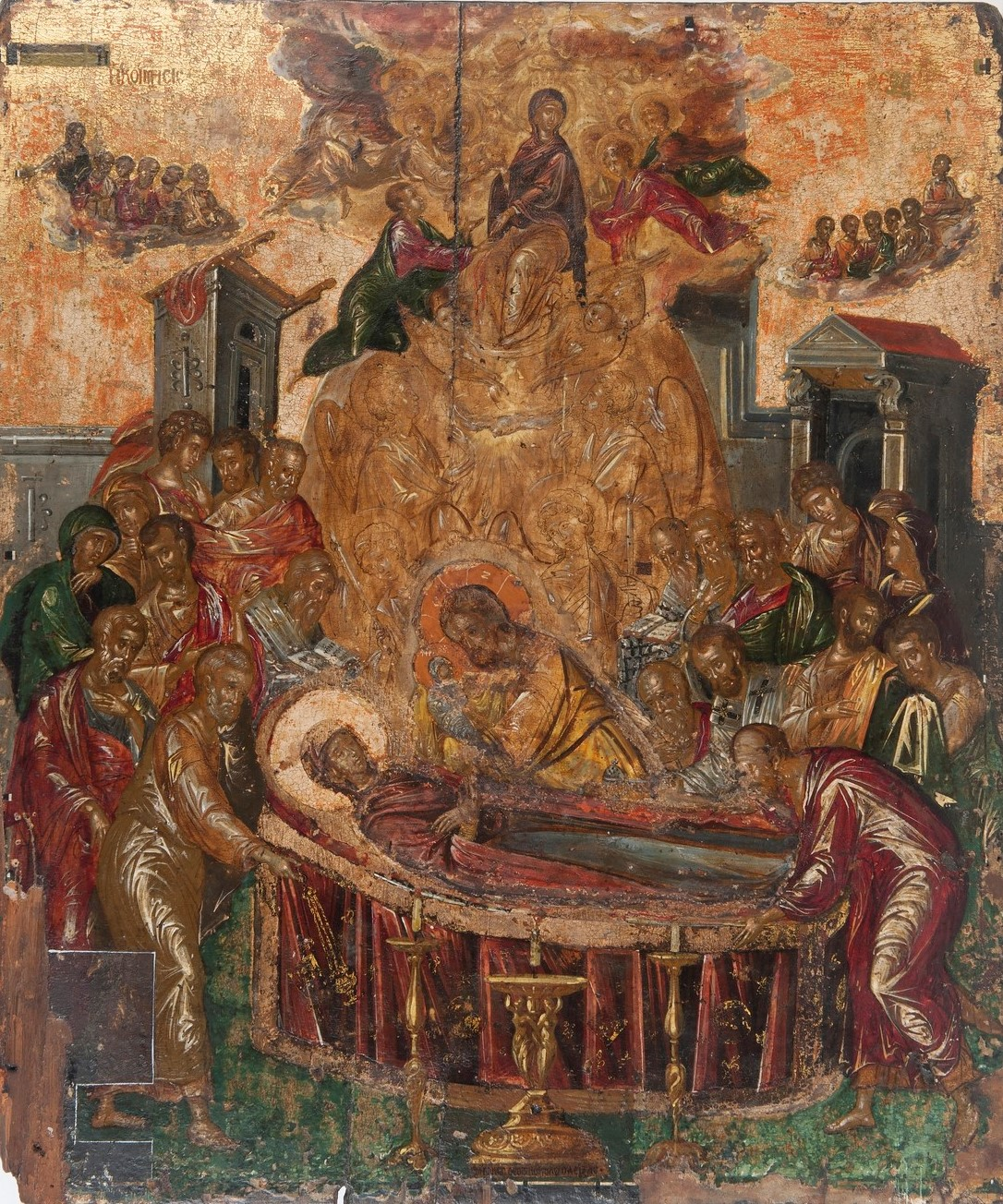
『聖母マリア永眠』 The Dormition of the Virgin エル・グレコ 1567年以前 聖母マリア永眠大聖堂 シロス

この絵画の構成はビザンティン美術のイコンの題材である「聖母被昇天」（Assumption of the Virgin）と密接に関係しているとする見解がある。この見解を裏付ける例として、1983年にギリシアのシロス島の教会で発見された、グレコがクレタ島在住の1567年以前に描いたテンペラ画の『聖母マリア永眠』（Dormition of the Virgin）のイコンが挙げられており、美術史家のマリーナ・ランブラキ=プラーカはこの絵画とイコンとの間に関連性があると確信している。他にもロバート・バイロンが、「聖母マリアの永眠」というイコンの伝統的モチーフが『オルガス伯の埋葬』の画面構成のモデルであると考え、エル・グレコは真のビザンティン派画家であり、彼の芸術における物語性や叙述表現などは、その生涯を通じてビザンティン様式芸術からの構成、モチーフの影響を受けていると断言している。

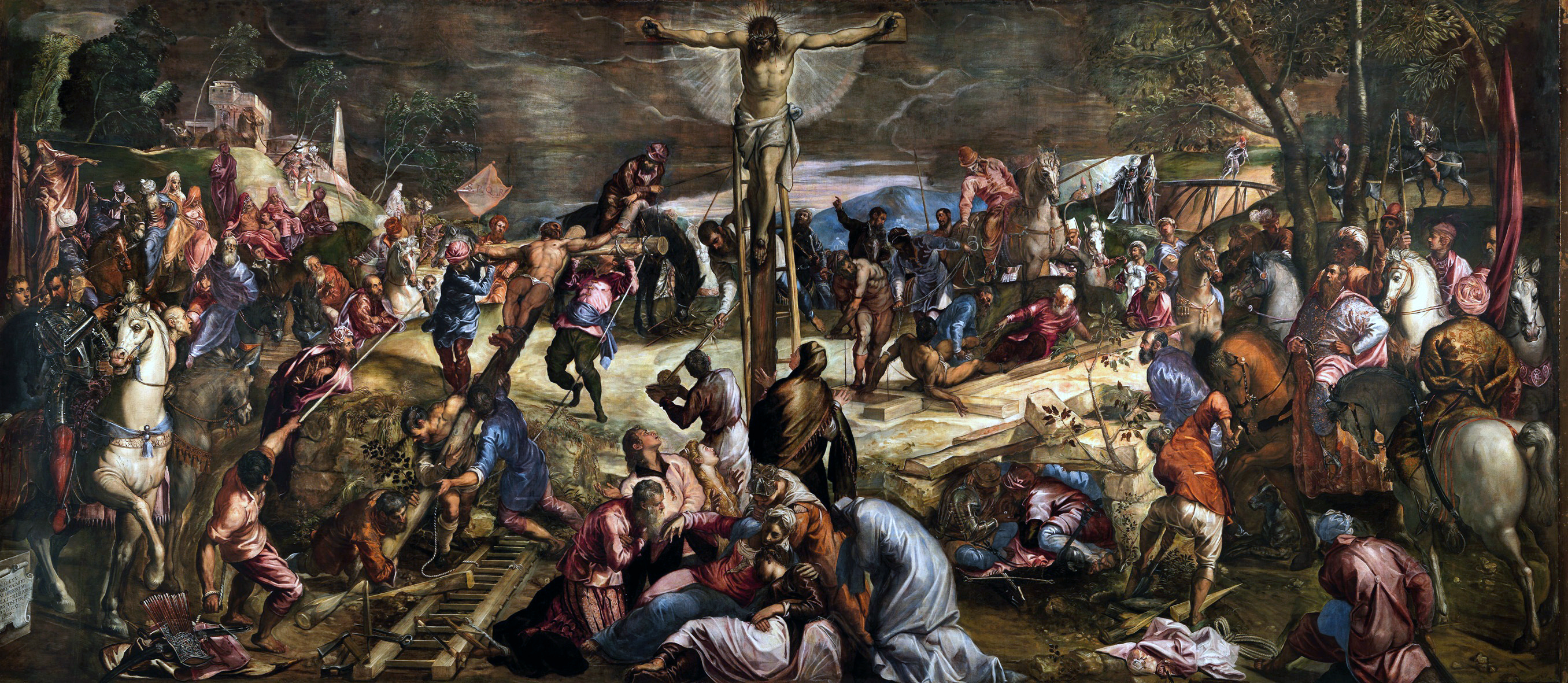
『キリストの磔刑』 Crocifissione ティントレット 1565-1567年頃 サン・ロッコ同信会館聖堂 ヴェネツィア

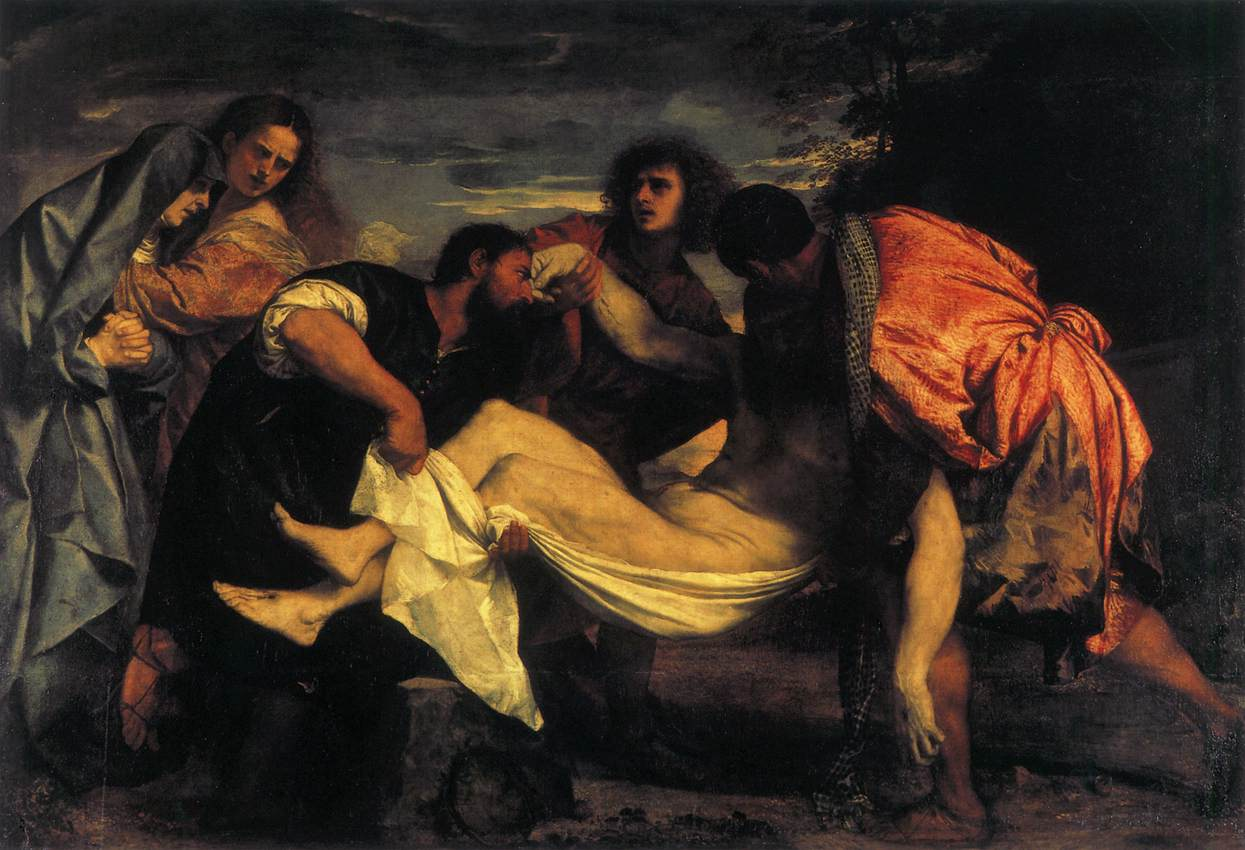
『キリストの埋葬』 The Entombment of Christ ティツィアーノ 1520年頃 ルーヴル美術館 パリ

一方ウェゼイは、この作品の構成がビザンティン美術の題材「聖母マリアの永眠」から派生したものであるという主張を「説得力がない」、「この絵画は初期イタリアルネサンス様式と密接に関連している」として否定している。ウェゼイは反証として、絵画前面に押し込むように多くの人々を描くことによって空間の深みを表現した、初期フィレンツェ派マニエリストのロッソ・フィオレンティーノ、ヤコポ・ダ・ポントルモ、パルミジャニーノの名前を挙げている。さらにルネサンス期のヴェネツィア派を代表する画家ティントレットが描いた『キリストの磔刑』（Crucifixion）、『ラザロの復活』（Resurrection of Lazarus）の2枚の絵画を例示し、『ラザロの復活』では、奇跡の顕現をその背後で一列になって目にしている人々という構成上の類似を指摘した。また、2人の聖人を亡骸にかがみこませるように描く楕円形の構図は、他のどの絵画よりもティツィアーノが「キリストの埋葬」をテーマにして描いた初期の絵画群に非常によく似ているとしている。
ランブラキ=プラーカは、『オルガス伯の埋葬』はグレコの画家としてのキャリアにおける歴史的な作品だとしている。「この絵画はグレコが自身の芸術、知識、技術、想像力、表現力を凝縮して、人々に提示している作品である。彼の芸術すべてを表す百科事典ともいえる作品であり、今後も永遠に絶えることなく名作であり続けるだろう」。
一方で画家の同時代人たちは他の要素に着目していた。1588年の参事会員アロンソ・デ・ビリェーガによる『フロス・サンクトルム』やその20年後のフランシスコ・デ・ピサの記したところによると、同時代のある一つの社会の公的人物が集まったことである。